# 裴乂
裴乂，唐朝官员。曾祖裴安期，祖裴后己，父裴郜。
历任彭州参军、雒县尉、湖城县丞、奉先县尉、太常寺主簿、华州录事参军、京兆府户曹参军，入山南东道节度使幕府为检校水部员外郎兼侍御史。升醴泉县令、坊州刺史、郑州刺史。唐宪宗元和十四年（819年）六月，以郑州刺史代元锡为福州刺史、福建观察使。在任五年，长庆三年（823年）薨於扬州。赠左散骑常侍。子裴诲。